# Podisma hesperus
Podisma hesperus är en insektsart som först beskrevs av Morgan Hebard 1936.  Podisma hesperus ingår i släktet Podisma och familjen gräshoppor. Inga underarter finns listade i Catalogue of Life.